# Támesis (kommun)
Támesis är en kommun i Colombia.   Den ligger i departementet Antioquía, i den centrala delen av landet, 220 km nordväst om huvudstaden Bogotá. Antalet invånare är 16 387.